# Gotteshausbund
Gotteshausbund är en tidigare stat i det Tysk-romerska riket vilken uppkom på furstbiskopdömet Churs territorium. Den ingick 1524 i den nybildade konfederationen Drei Bünde. Den kom 1803 att införlivas i den Helvetiska republiken. Dess tidigare territorium tillhör idag kantonen Graubünden i Schweiz.

## Uppkomst
Den ofta frånvarande furstbiskopen av Chur Peter Jelito ägnade sitt biskopsdöme föga uppmärksamhet och drog på det stora skulder. Han började därför 1363 förhandla om att överlåta den världsliga förvaltningen och dess inkomster till habsburgarna mot en årlig avrad. 1366 förlänade furstbiskopen den habsburgske greven av Tyrolen den viktigaste borgen i Vinschgau. Som ett resultat av denna utveckling möttes 1367 företrädare för domkapitlet i Chur, landskapet och staden Chur. Ombuden företrädde tre stånd: prästerskapet vid biskopshovet i Chur; de stora landdistrikten Domleschg, Schams, Surses, Val Bregaglia, Övre Engadin och Nedre Engadin, som representerades av ministerialer eller andra representanter för den lokala eliten; borgarna i staden Chur. Mötet som utformades efter riksständernas förebild, hölls utan biskopens deltagande och fattade beslut om medbestämmande i den biskopliga förvaltningen, kontrollrätt över finanser och förbjöd biskopen att avyttra något av biskopsdömets egendomar utan ständernas medgivande.

## Maktutvidgning
Efter mötet 1367 fortsatte ständerna att församlas till möten där de strängt nagelfor biskopsdömets förvaltning. Därigenom utvecklades ständergemenskapen för det gemeine Gotteshaus (biskopens underlydande) i en alltmer förbundsartad riktning till ett organiserat Gotteshausbund. 1409 tillsatte de förbundna ett råd och en fogde vilken skulle ansvara för biskopsdömets förvaltning och fursbiskopens världsliga maktställning blev alltmer inskränkt. Under fjortonhundratalet slöt sig till Gotteshausbund även Vier Dörfer, Avers, den övre Albuladalen, Val Müstair och Poschiavo. Från mitten av fjortonhundratalet allierade sig Gotteshausbund med de bägge andra churrätiska ständerförbunden (Grauer Bund, Zehngerichtenbund) för en gemensam utrikespolitik utformad vid gemensamma förbundsmöten. Gotteshausbund ingick 1498 ett alliansfördrag som zugewandter Ort med Edsförbundet. Efter 1499 alienerades Vinschgau från furstbiskopsdömet och därmed från Gotteshausbund.

## Konfederation
Mot slutet av fjortonhundratalet fick alliansen mellan de churrätiska ständerförbunden en allt fastare form, trots att varje förbund bibehöll sina egna traditioner. Början på en statsbildning visade sig genom klargörande av förpliktelserna för ömsesidig hjälp, tillkomsten av skiljedomstolar och direktiv för gemensam krigföring. Genom förbundsfördraget 1524 mellan Churrätiens tre ständerförbund övergick de tre förbundens allians till konfederationen Drei Bünde. Därigenom kunde konfederationen uppträda som en enhet vad gällde krig och fred, utrikespolitik och de kondominat man förvärvat i norra Italien. Strukturen var dock starkt federalistisk där varje enskild kommun var en liten republik i sig. Konfederationsförsamlingen, Allgemeinen Bundestag bestod av 63 representanter för 52 kommuner; av dessa representerade 22 ledamöter Gotteshausbunds 17 kommuner. Representanterna röstade efter instruktioner från sina kommuner, vände sig till kommunerna för referendum vid nya frågor och återkom med nya uppdrag vid nästa konfederationsförsamling. Inom Gotteshausbund fick staden Chur en rangställning. Dess borgmästare hade till 1700 också ställning som Gotteshausbunds förbundspresident. Inom Drei Bünde befann sig Gotteshausbund på andra plats efter Grauer Bund. 
Någon egentlig centralmakt fanns inte i konfederationen Drei Bünde. En sorts regering kunde fungera genom att överhuvudena för de tre churrätiska förbunden möttes tillsammans med sina rådgivare och fattade tillfälliga beslut som vilka underställdes konfederationsförsamlingen. Det fanns inga gemensamma finanser, ingen budget, ingen gemensam armé. De 1524 och 1526 antagna konfederationsartiklarna stärkte dock den inre sammanhållningen. De upphävde de flesta feodala förpliktelser, avskaffade i stort sett biskopen av Churs världsliga maktställning och gav kyrkoförsamlingarna fullständigt demokratiska rättigheter att reglera sina egna angelägenheter. Reformationen kom därför att genomföras underifrån, i varje församling för sig. Den fria religionsutövningen av både den katolska och den reformerta religionen proklamerades 1526. Det blev en fråga för den enskilde och för varje församling.

## Undergång
Efter den franska revolutionen ville konfederationen Drei Bündes gemensamma italienska besittningar Valtellina, Bormio och Chiavenna få likaberättigande. När detta inte skedde införlivade Napoleon dem i den Cisalpinska republiken. Detta utlöste en inrikespolitisk kris i konfederationen där franskinspirerade "patrioter" krävde anslutning till den Helvetiska republiken och österrikiskt sinnade "aristokrater" krävde bibehållande av status quo. Churrätien blev krigsskådeplats och ockuperades flera gånger av både österrikiska och franska trupper och makten växlade mellan patrioter och aristokrater allteftersom vilken av deras utländska allierade som hade övertaget. Under den första franska ockupationen undertecknades 1799 ett fördrag om införlivande med den Helvetiska republiken. Under den andra franska ockupationen förändrades den inre styrelsen i centraliserande riktning och integrationen med den Helvetiska republiken påbörjades. När många kommuner 1801 tog avstånd från integrationen ockuperades landet av helvetiska trupper. Efter de franska truppernas tillbakadragande 1802 påbörjades en återgång till förkrigstidens förhållanden. När den Helvetiska republiken övergick till det moderna Schweiz 1803, möttes det med välvilja och Churrätien kom att frivilligt ingå i det nya statsförbundet som kantonen Graubünden.